# Paspalidium obtusifolium
Paspalidium obtusifolium är en gräsart som först beskrevs av Alire Raffeneau Delile, och fick sitt nu gällande namn av Charles Torrey Simpson. Paspalidium obtusifolium ingår i släktet Paspalidium och familjen gräs. Inga underarter finns listade i Catalogue of Life.